# 유진월
유진월(1962년 ~ )은 대한민국의 교육인이다.
유진월은 1962년 서울에서 태어났다. 경희대학교 대학원에서 한국 희곡 전공으로 박사 학위를 받았고 1997년부터 한서대학교 문예창작과 교수로 있다. 1995년 ≪세계일보≫ 신춘문예를 통해 ＜그녀에 관한 보고서＞로 등단한 이후 ＜불꽃의 여자 나혜석＞, ＜헬로우 마미＞ 등 거의 모든 작품에서 다양한 여성의 삶에 대한 페미니즘의 시각을 중시하고 있다. ＜푸르른 강가에서 나는 울었네＞, ＜연인들의 유토피아＞, ＜연인＞ 등에서는 섬세한 시적 언어로 문학적인 희곡의 아름다움을 추구했다. ＜그들만의 전쟁＞, ＜누가 우리들의 광기를 멈추게 하라＞ 등은 한국사에 대한 문제적 시선을 바탕으로 역사를 재해석한 작품이다. 페미니즘 희곡사인 ≪한국 희곡과 여성주의 비평≫ 이후로 ≪영화, 섹슈얼리티로 말하다≫에 이르기까지 연극, 영화, 여성 관련 연구서를 다수 출간했고 창작 분야에서는 ≪유진월 희곡집 1≫과 ≪유진월 희곡집 2≫를 출간했다. 동랑희곡상, 올해의 한국 연극 베스트 5 작품상, 국립극장창작공모 당선 등 연극 관련 상을 수상했다.